# Joyce Mattagliano
Joyce Mattagliano (* 3. Mai 1994 in Freetown) ist eine italienische Leichtathletin aus Sierra Leone, die im Sprint und Mittelstreckenlauf an den Start geht.

## Karriere
Nachdem Joyce Mattagliano bei den italienischen Meisterschaften 2013 eine neue Bestzeit über 800 Meter von 2:06,65 min gelaufen war, wurde sie für die Junioreneuropameisterschaften in Rieti nominiert, bei denen sie mit 2:11,30 min jedoch bereits in der ersten Runde ausschied. 2014 begann sie ein Studium an der Kennesaw State University in Georgia und konzentrierte sich in diesem Jahr vornehmlich auf den Crosslauf und ähnliche Geländeläufe. In der Hallensaison verbesserte sie sich über 800 Meter und war an verschiedenen Collegemeisterschaften am Start. In der Freiluftsaison lief sie alle Distanzen zwischen 400 und 1500 Meter und einige Staffelstarts. So belegte sie mit ihrem Universitätsteam bei den Florida Relays den vierten Platz. Doch in den Einzelbewerben war sie besonders über 800 Meter sehr erfolgreich. Zum Ende der Saison beende sie ihr Studium in Amerika und kehrte nach Europa zurück, wo sie an den U23-Europameisterschaften im estnischen Tallinn teilnahm. Über 800 Meter schied sie dort in der ersten Runde aus und belegte mit der italienischen Staffel den sechsten Platz. Bei den italienischen Meisterschaften belegte sie in diesem Jahr den dritten Platz. 2016 wurde sie Vierte bei den italienischen Hallenmeisterschaften und gewann die Silbermedaille bei den U23-Mittelmeerspielen in Radès hinter ihrer Landsfrau Eleonora Vandi. Bei den Crosslauf-Europameisterschaften 2019 in Lissabon belegte sie in 18:54 min den zehnten Platz in der Mixed-Staffel und bei den Crosslauf-Europameisterschaften 2021 in Dublin erreichte sie nach 18:37 min Rang acht. 2022 startete sie bei den Mittelmeerspielen in Oran und schied dort mit 2:06,85 min im Vorlauf aus.

## Persönliche Bestleistungen
- 400 Meter: 55,63 s, 10. April 2015 in Jacksonville
- 800 Meter: 2:02,60 min, 18. Mai 2022 in Savona
  - 800 Meter (Halle): 2:04,26 min, 26. Januar 2019 in Wien
- 1500 Meter: 4:11,84 min, 4. Mai 2022 in Rom
  - 1500 Meter (Halle): 4:14,68 min, 8. Februar 2020 in Padua